# 易丽君
易丽君（1934年12月4日—2022年2月7日），笔名韩逸，女，湖北黄冈人，中国翻译家，毕业于武汉大学、波兰华沙大学波兰语言文学系，取得硕士学位。2007年，易丽君获得波兰格但斯克大学名誉博士。其译著《被禁锢的头脑》当选2013年十大好书。

## 生平
1934年，易丽君出生在湖北省黄冈市。
易丽君于1952年开始发表作品。
1954年，易丽君从武汉大学中文系公费留学波兰华沙大学波兰语言文学系。
1962年至今，易丽君在北京外国语学院东欧语系教书，1985年招收硕士研究生，2000年招收博士研究生，是中国大陆早期的波兰语专业博士生导师。
1988年，易丽君加入中国作家协会。
2022年2月7日，易丽君在京病逝，享年87岁。

## 家庭
易丽君的祖父是留日学生，父亲是中学老师。
丈夫袁汉镕，1933年出生，广东省潮州市人，毕业于波兰华沙大学数学物理系。

## 作品
- 《波兰战后文学史》
- 《波兰文学》

## 译著
- 《十字军骑士》（原著亨利克·显克微支；合译者张振辉）[8]
- 《火与剑》（合译者袁汉镕）
- 《洪流》
- 《弗沃迪约夫斯基先生》
- 《太古和其他的时间》、《收集梦的剪贴簿》（奥尔加·托卡尔丘克）
- 《塔杜施先生》（合译者林洪亮）
- 《先人祭》（亚当·密茨凯维奇）
- 《名望与光荣》（雅·伊瓦什凯维奇）
- 《费尔迪杜凯》（維爾托德·貢布羅維奇）
- 《被禁锢的头脑》（切斯瓦夫·米沃什）[9]

## 荣誉
- 波兰文化功勋奖章
- 2000年，波兰总统亚历山大·克瓦希涅夫斯基授予其波兰共和国十字骑士勋章
- 波兰国民教育委员会功勋章
- 国家图书奖一等奖
- 冰心文学奖
- 2004年，中国翻译协会“资深翻译家”荣誉称号。
- 2007年，波兰外交部长授予其“介绍波兰杰出贡献奖”
- 2004年波兰国民教育和体育部授予国民教育委员会奖章。
- 2004年易丽君教授获得了中国翻译家协会首届“外国文学资深翻译家”称号。*2007年，波兰格但斯克大学因其“出色的翻译成就、艰苦的教学工作和与波兰科研机构合作的典范行动”授予易丽君教授荣誉博士学位，
- 2008年，易丽君教授因其在中国推广波兰语言文学被波兰共和国议长提名并获得波兰科学院波兰语言委员会授予的“波兰语言文化大使”称号。
- 2011年，波兰共和国军官十字勋章[10]